# Tomasz Ziętek
Tomasz Ziętek (sinh ngày 28 tháng 6 năm 1989 tại Inowrocław) là một diễn viên, ca sĩ kiêm tay guitar người Ba Lan.

## Sự nghiệp
Tomasz Ziętek tốt nghiệp Trường Thanh nhạc và Kịch nghệ Quốc gia Danuta Baduszkowa ở Gdynia. Năm 2005 là lần đầu anh biểu diễn trên sân khấu trong vở kịch Betlejem Polskie được dàn dựng tại Nhà hát Mới ở Słupsk. Năm 2007, anh được trao giải Grand Prix tại Liên hoan các tài năng trẻ "Niemen Non Stop" lần thứ 2. Năm 2011, anh lần đầu đóng vai chính trên màn ảnh truyền hình với vai diễn Zbigniew Godlewski trong bộ phim Czarny czwartek của đạo diễn Antoni Krauze. Tomasz Ziętek từng nhận được đề cử Giải thưởng Điện ảnh Ba Lan ở hạng mục Nam diễn viên phụ xuất sắc nhất cho các vai diễn trong phim Cicha noc (2017) và Corpus Christi (2019). Năm 2019, anh cũng góp mặt trong loạt phim truyền hình chiến tranh World on Fire của đài BBC do Peter Bowker viết kịch bản.
Ngoài sự nghiệp diễn xuất, Tomasz Ziętek còn là một ca sĩ và nghệ sĩ guitar của ban nhạc "The Fruitcakes".  Anh cũng đã ra mắt album solo The Ape Man Tales.

## Phim chọn lọc
- 2011: Czarny czwartek (Black Thursday)
- 2013: Na dobre i na złe (phim truyền hình, tập 545)
- 2014: Kamienie na szaniec
- 2014: Upload
- 2015: Body
- 2015: Carte Blanche
- 2015: Pakt
- 2015: Demon
- 2016: Konwój
- 2017: Żużel
- 2017: Cicha noc
- 2018: Kamerdyner
- 2019: Odwróceni. Ojcowie i córki (phim truyền hình)
- 2019: Corpus Christi
- 2019: World on Fire (phim truyền hình)
- 2020: Tarapaty 2
- 2021: Leave No Traces
- 2021: Operation Hyacinth